# Óscar Ornelas Kuchle
Óscar Ornelas Küchle (Chihuahua, Chihuahua, México, 30 de noviembre de 1919-Chihuahua, 7 de noviembre de 2000) fue un abogado y político mexicano, miembro del Partido Revolucionario Institucional que fue gobernador de Chihuahua de 1980 a 1985.

## Biografía
Ornelas nació el 30 de noviembre de 1919 en la ciudad de Chihuahua, siendo el quinto de ocho hijos del expresidente municipal y exsenador Julio Ornelas Reza y de María Küchle.
Ornelas se afilió al Partido Revolucionario Institucional a temprana edad y fue magistrado del Supremo Tribunal de Justicia de Chihuahua, Director de la Facultad de Derecho de la Universidad de Chihuahua entre 1959 y 1968 y rector de la misma entre 1968 y 1973, luego de que renunciara al cargo después de una huelga estudiantil. Ornelas fue el último rector elegido por el gobernador de Chihuahua toda vez que durante su periodo como rector el gobernador Oscar Flores Sánchez le otorgó la autonomía a la Universidad  el 26 de octubre de 1968, siendo también el primer rector elegido por el Consejo Universitario en 1970.
En 1973, luego de su renuncia a la rectoría de la Universidad, el gobernador Flores Sánchez lo nombró como el primer director general del recién creado Colegio de Bachilleres del Estado de Chihuahua, cargo al que también renunciaría al año siguiente para ser candidato a presidente municipal de Chihuahua, cargo al que tomó protesta el 10 de octubre de 1974.
El 3 de enero de 1976 renunciaría a la presidencia municipal para ser candidato a senador por Chihuahua, cargo al que fue elegido para la L Legislatura y la LI Legislatura, renunciando a dicho cargo a finales de 1979 para ser candidato del PRI a gobernador de Chihuahua en las elecciones del siguiente año, siendo electo para el periodo comprendido entre el 4 de octubre de 1980 y el 3 de octubre de 1986.

### Gobernador de Chihuahua
Ornelas tomó protesta al cargo de gobernador de Chihuahua el 4 de octubre de 1980. Al inicio de su gobierno destacaron los nombramientos de Armando Almeida Martínez en la Secretaría General de Gobierno, Luis Monroy de la Rosa en la oficialía mayor, Saúl González Herrera en la Tesorería del Estado y Luis Alfonso Rivera Soto en la Procuraduría General de Justicia.
En 1983, durante las elecciones de ese año el opositor Partido Acción Nacional resultó ganador de los ayuntamientos de siete municipios del estado, entre ellos la capital del estado y Ciudad Juárez, algo que hizo que el gobernador fuera duramente criticado por diversos sectores de su partido, entre ellos el líder de la Confederación de Trabajadores de México Fidel Velázquez. Ese mismo año, en Ciudad Juárez se dio el Accidente por contaminación con cobalto-60.
Durante la administración de Ornelas se dio el crecimiento y profesionalización de los cárteles del narcotráfico en el estado de Chihuahua. También, en noviembre de 1984 se dio el decomiso de marihuana más grande en la historia del país en el Rancho El Búfalo ubicado en el Municipio de Jiménez que era propiedad del narcotraficante Rafael Caro Quintero.
Durante ese mismo año sucedieron varios conflictos entre los presidentes municipales de la oposición y el gobierno del estado debido a la reforma del artículo 115 de la Constitución en materia de municipalismo aprobados en febrero de 1983, toda vez que el gobierno del estado se negaría a entregar a los municipios opositores el manejo de las Juntas Municipales de Agua así como de los departamentos de tránsito, promoviendo un conjunto de reformas locales que impedían que se realizara la entrega de estas dependencias.
En 1985, Ornelas volvió a tener conflictos en el interior de su partido ya que por primera vez el PRI perdería cuatro de las diez diputaciones federales por Chihuahua en las elecciones federales de ese año.

#### Conflicto universitario y licencia a la gubernatura
En junio de 1985 un grupo de estudiantes y profesores de la Universidad Autónoma de Chihuahua iniciaron una serie de protestas por la tercera reelección del rector Reyes Humberto de las Casas Duarte para un tercer periodo al mando de la Universidad, luego de que el 16 de junio, de las Casas hubiera anunciado su intención de buscar la reelección.
Aunado a las peticiones en contra de la reelección, los docentes de la universidad demandaban un aumento salarial, dado que debido a la crisis económica por la que atravesaba México en esos momentos, su salario no era suficiente. Mientras, algunos maestros acusaban al rector de estar a favor del Partido Acción Nacional pues decían, era familiar político del candidato a diputado federal de este partido por el Distrito 1, Eduardo Turati Álvarez. Posteriormente, el 18 de junio se realizaría el primer mitin en contra de su reelección en la Plaza Hidalgo ubicada en el centro de la Chihuahua entre los edificios del Palacio de Gobierno de Chihuahua y la rectoría de la Universidad.
El 20 de junio en sesión del Consejo Universitario se eligió la terna de la que sería votado el rector para el siguiente periodo, destacando dentro de ella el por entonces rector, Reyes Humberto de las Casas Duarte y posteriormente, el 25 de junio, de las Casas sería reelegido como rector hecho que generó la molestia del grupo opositor que acabó con la rectoría y varios autobuses del transporte público tomados por el grupo opositor.
Posteriormente, en una reunión con el gobernador y en medio de las vacaciones de verano, el grupo opositor acordó con el gobierno entregar la rectoría y los autobuses tomados en señal de protesta a unos días de una visita del presidente Miguel de la Madrid a Ciudad Juárez. El conflicto se tranquilizó debido a las vacaciones de verano, la tregua pactada y el final de las campañas electorales de las elecciones federales de ese año aunque se volvió a detonar en agosto con la remoción de varios directores que no eran afines a rectoría, como eran los casos de los de la Facultad de Zootecnia y la Facultad de Ciencias Químicas.
Posteriormente, entre el 14 y 2 de agosto se publicaron en el diario Excélsior de la Ciudad de México una serie de reportajes en lo que se hacía ver que la situación política y social en Chihuahua era de completo descontrol, toda vez que un grupo liderado por el PAN, el clero y grupos empresariales «se habían apoderado del estado con la concesión del gobernador Ornelas». Ante esta situación, el 23 y 25 de agosto un grupo de empresarios de Chihuahua, Delicias y Parral mostraron su apoyo al gobernador Ornelas mediante diversos desplegados publicados en diarios estatales y nacionales.
El 27 de agosto, el gobernador solicitó al Congreso de Chihuahua una licencia de diez días para asistir al informe de gobierno del presidente de la república, Miguel de la Madrid en la Ciudad de México, siendo designando como encargado del despacho al secretario general de gobierno, Armando Almeida Martínez. El 3 de septiembre, un grupo de universitarios secuestró autobuses del transporte urbano y tomaron la rectoría hecho por el que Ornelas regresó de inmediato a Chihuahua para reunir a su gabinete y buscar diálogo con los líderes estudiantiles y con el mismo rector quien le manifestó que no cambiaría de opinión en torno a su reelección.
El 4 de septiembre, la policía del estado realizó un operativo para desalojar la Plaza Hidalgo, el cual fue fuertemente criticado por sectores de la política como el líder de la Confederación de Trabajadores de México, Fidel Velázquez quien criticó que se usara la fuerza pública para resolver un conflicto estudiantil, solicitando la intervención del gobierno federal toda vez que Ornelas era incapaz de resolver el conflicto universitario, añadiendo que «no ha habido nada importante que pueda alabarse del gobierno que dirige Ornelas». Por su parte, la Federación de Uniones Sindicales de Trabajadores Administrativos Universitarios acusó a Fidel Velázquez de ser instigador del conflicto en la Universidad, argumentando que «el dirigente cetemista desde hace más de un año ha metido las manos y violado la autonomía universitaria».
Para el 7 de septiembre alumnos del Instituto Tecnológico de Chihuahua se unieron a las protestas, mientras que el 9 de septiembre, de las Casas fue llamado a la Secretaría de Gobernación en la Ciudad de México y finalmente, el 11 de septiembre renunció al cargo. A pesar de su renuncia, y el nombramiento de Rodolfo Acosta Muñoz como rector, el conflicto no se solucionó dado que la Coordinadora Estudiantil manifestó su inconformidad, declarando que Acosta Muñoz, entonces director de la Facultad de Derecho, «era un reconocido incondicional y primo político del rector destituido».
Posteriormente, el 12 de septiembre, Fidel Velázquez declaró a la prensa que debían desaparecer los poderes en Chihuahua «simple y sencillamente por que no hay gobierno». En tanto, el Comité Directivo Estatal del PRI emitió al día siguiente un comunicado oficial en el que hacía un llamado a la unidad de los chihuahuenses y pedía fidelidad al Poder Ejecutivo del estado.
Finalmente, el 19 de septiembre de 1985, Ornelas presentó al Congreso de Chihuahua una solicitud de licencia «por tiempo indefinido», que dicho de otra manera, significaría su separación definitiva al cargo. El Congreso aceptó la licencia de Ornelas y procedió a nombrar gobernador interino al tesorero estatal, Saúl González Herrera, aunque los diputados del PAN en voz de su líder Guillermo Prieto Luján comentarían que «aceptar la renuncia, sería tanto como aceptar el chantaje de Fidel Velázquez; es una decisión que le fue impuesta y que atenta directamente contra la soberanía de Chihuahua».
En su solicitud de licencia, Ornelas aduciría los siguientes motivos:

Desde hace tiempo se ha estado desarrollando una situación política, caracterizada principalmente por un reiterado cuestionamiento del Gobierno del Estado, que dificulta la buena marcha de la administración pública y que es necesario hacer cesar mediante el cambio del titular del Poder Ejecutivo.

No es otro mi propósito que el de coadyuvar al fortalecimiento de la acción gubernamental en beneficio de la entidad y al advenimiento de una nueva situación en la que no operen circunstancias de inquietud o duda que graviten sobre el buen gobierno. Es esta razón de carácter político la que funda mi solicitud de licencia.
Ornelas al solicitar licencia a su cargo el 19 de septiembre de 1985.

Los meses siguientes, se daría a conocer en la prensa que la decisión de la escisión de Ornelas en el gobierno sería tomada por el presidente Miguel de la Madrid y el secretario de gobernación, Manuel Bartlett Díaz quien le comunicó a Ornelas unos días antes que debía dejar el cargo. Esto fue confirmado por el presidente de la Madrid que en sus memorias comentó que él mismo aprobó «la moción de sustituirlo y gobernación se encargó de hablar con él».
Pese a las renuncias del rector Reyes Humberto de las Casas Duarte y del gobernador Ornelas el conflicto en la Universidad continuó pues la Coordinadora Estudiantil y el Frente Democrático Universitario no aceptaban la designación de Rodolfo Acosta Muñoz como rector por parte del Consejo Universitario. Debido a esta situación, el 12 de octubre el rector acusó al gobernador González Herrera de buscar imponer al delegado del Instituto del Fondo Nacional de la Vivienda para los Trabajadores, Rodolfo Torres Medina como rector por ser «incondicional de los actuales funcionarios estatales», hecho que finalmente sucedió el 28 de octubre luego de la renuncia de Acosta Muñoz.
Posterior a la caída de Ornelas se comentó que lo que más se le reclamaba a Ornelas era el colocar a panistas en su gobierno, como el procurador general del estado Luis Alfonso Rivera Soto y el oficial mayor Luis Monroy de la Rosa, así como la falta de control político que generó las pérdidas electorales de 1983 y 1985 además del riesgo de que Ornelas no asegurara un triunfo al PRI en la elección de 1986.

### Vida posterior y muerte
Luego de su renuncia a la gubernatura, Ornelas se retiraría a la vida privada para ejercer su profesión, ocupando solamente durante los años 90 la presidencia de la Fundación Colosio en el Comité Directivo Estatal del PRI en Chihuahua. Ornelas murió el 7 de noviembre de 2000.
La Universidad Autónoma de Chihuahua le ha rendido diversos homenajes al develar una estatua suya en el Campus II y darle su nombre a la biblioteca de la Facultad de Derecho.